# 亨特 (澳大利亞國會選區)
亨特選區（英語：Division of Hunter），是澳大利亞新南威爾士州的下議院選區，位於著名產酒區獵人谷。面積20,111平方公里。
選區始於1900年，是75個原始國會選區之一。選區名紀念第二任州督約翰·亨特。1910年以來是工黨的優勢選區。自1996年以來的當議員為喬爾·菲茨吉本。2016年澳大利亞聯邦大選起被取消，選區被移到西澳大利亞州。